# Грб Калушке области
Грб Калушке области је званични симбол једног од субјеката Руске федерације са статусом области — Калушке области. Грб је званично усвојен 16. јуна 1996. године.

## Опис грба
Грб Калушке области је зелени штит са сребрним таласастим појасом у средини и историјском империјском (царском) круном изнад таласастог појаса. Штит је крунисан другом, већом империјском (царском) круном, која је у XIX вијеку симболизовала статус покрајине. Грб је окружен вјенцем од златног храстовог лишћа, повезаног траком Светог Андрија.